# Método Português de Castilho
O Método Português de Castilho é um método de ensino infantil da leitura baseado na utilização de uma cartilha. Foi desenvolvido por António Feliciano de Castilho.
Método Castilho para o ensino rápido e aprasível do ler impresso, manuscrito, e numeração e do escrever, Lisboa, 1853, na Biblioteca Nacional de Portugal